# Tomi Koivusaari
Tomi Koivusaari (11 aprile 1973) è un chitarrista e cantante finlandese, cofondatore del gruppo folk/death metal Amorphis. È stato anche un membro degli Ajattara.

## Discografia

### Abhorrence
- 1990 - Vulgar Necrolatry (demo)
- 1990 - Abhorrence (EP)